# Division 2 1948-1949
La stagione della Division 2 1948-1949 è stata la decima edizione della Division 2, la seconda divisione del calcio francese. È stata vinta dal Lens, che conquista il suo secondo titolo.
Capocannoniere del torneo è stato Camille Libar  (Bordeaux), con 41 gol.

## La partecipazione del Saarbrücken
In questa stagione partecipò al campionato, seppur in maniera non ufficiale e con il nome di FC Sarrebruck, il Saarbrücken: dopo la fine della seconda guerra mondiale la Germania venne divisa, ma la situazione politica nella regione della città fu ancora più complicata che nel resto della nazione: qui venne infatti creato un Protettorato dipendente dalla Francia. La squadra tedesca disputò quindi delle amichevoli contro le squadre del torneo, la maggior parte delle quali venne vinta facilmente: se avesse partecipato regolarmente alla divisione sarebbe quindi stata promossa. La domanda per una partecipazione regolare alla successiva stagione, seppur supportata da Jules Rimet in persona, venne negata, soprattutto a causa della resistenza del neo-retrocesso Strasburgo, che non aveva ancora dimenticato la propria partecipazione forzata alla Gauliga Elsaß, avvenuta durante la dittatura di Adolf Hitler.

## Classifica finale
|  | Pos. | Squadra        | Pt | G  | V  | N  | P  | GF  | GS | DR  |
|  | ---- | -------------- | -- | -- | -- | -- | -- | --- | -- | --- |
|  | 1    | Lens           | 53 | 36 | 21 | 11 | 4  | 65  | 27 | +38 |
|  | 2    | Bordeaux       | 53 | 36 | 24 | 5  | 7  | 107 | 49 | +58 |
|  | 3    | Rouen          | 51 | 36 | 20 | 11 | 5  | 67  | 37 | +30 |
|  | 4    | Le Havre       | 48 | 36 | 19 | 10 | 7  | 64  | 30 | +34 |
|  | 5    | Nîmes          | 42 | 36 | 16 | 10 | 10 | 89  | 51 | +38 |
|  | 6    | Olympique Alès | 42 | 36 | 16 | 10 | 10 | 76  | 57 | +19 |
|  | 7    | Besançon       | 40 | 36 | 15 | 10 | 11 | 81  | 59 | +22 |
|  | 8    | Monaco         | 38 | 36 | 17 | 4  | 15 | 70  | 62 | +8  |
|  | 9    | Nantes         | 38 | 36 | 13 | 12 | 11 | 58  | 53 | +5  |
|  | 10   | Lyon OU        | 38 | 36 | 16 | 6  | 14 | 65  | 72 | −7  |
|  | 11   | Angers         | 37 | 36 | 11 | 15 | 10 | 61  | 49 | +12 |
|  | 12   | Béziers        | 31 | 36 | 13 | 5  | 18 | 58  | 65 | −7  |
|  | 13   | Tolone         | 30 | 36 | 11 | 8  | 17 | 54  | 70 | −16 |
|  | 14   | Amiens         | 29 | 36 | 12 | 5  | 19 | 46  | 70 | −24 |
|  | 15   | Le Mans        | 28 | 36 | 11 | 6  | 19 | 60  | 92 | −32 |
|  | 16   | Troyes         | 25 | 36 | 9  | 7  | 20 | 52  | 90 | −38 |
|  | 17   | Valenciennes   | 24 | 36 | 8  | 8  | 20 | 38  | 76 | −38 |
|  | 18   | CA Paris       | 20 | 36 | 5  | 10 | 21 | 35  | 82 | −47 |
|  | 19   | SC Douai       | 17 | 36 | 5  | 7  | 24 | 36  | 90 | −54 |

Legenda:
      Promosso in Division 1 1949-1950.
      Retrocesse.
Regolamento:
Due punti a vittoria, uno a pareggio, zero a sconfitta.